# Бегуч
Бегуч (эрз. Бегуч веле) — село в Камешкирском районе Пензенской области России, входит в состав Пестровского сельсовета.

## География
Расположено в 18 км на юг от центра сельсовета села Пестровка и в 30 км на юг от районного центра села Русский Камешкир.

## История
Основано служилой мордвой Петровского уезда в 1703-1704 гг. по челобитной мурзы Хороша Надеждина, на одноименном ручье, правом притоке речки Шнаев. В 1717 г. разорено. Возобновлено между 1717 и 1745 гг., часть новых поселенцев была из с. Нижняя Елюзань. В 1747 г. в д. Верхний Шнаев, Бегуч тож, Узинского стана Пензенского уезда показано 57 ревизских душ. Между 1747 и 1762 гг. умерли 21, родились и дожили до 1762 г. — 16. В 1748 г. в новопоселенной д. Верхняя Шнаева, Бегуч тож, 103 ревизских души мордовских мурз, часть крещены. В 1765 г., после крещения мордвы, построена церковь во имя св. Косьмы и Дамиана, в 1890 г. построена новая; в ней имелась статуя Христа, сделанная из дерева. С 1780 г. – село Петровского уезда Саратовской губернии, волостной центр. В 1795 г. – село Козьмодемьянское, Бегуч тож, казенных крестьян, 104 двора, 413 ревизских душ. В октябре 1798 г. местная мордва вместе с мордвой с. Старое Славкино подавали прошение императору Павлу Первому с жалобой на притеснения со стороны помещиков. В 1877 г. – 215 дворов, церковь, школа. В 1902 г. работала земская школа (90 мальчиков, 44 девочки, учитель, помощник учителя, законоучитель), в 1902 г. школу закончили 8 мальчиков; работала библиотека при волостном правлении (433 названия книг, 108 читателей, 1514 книговыдачей в год). В 1911 г. – 323 двора, церковь, земская и церковноприходская школы.
С 1928 года село являлось центром сельсовета Камешкирского района Кузнецкого округа Средне-Волжской области (с 1939 года — в составе Пензенской области). В 1955 г. – центральная усадьба колхоза «Красная Нагорка». В 1980-е гг. – центральная усадьба колхоза «Заря коммунизма». Законом Пензенской области от 22.12.2010 г. Бегучевский сельсовет упразднен, село вошло в состав Пестровского сельсовета.

## Население
| 1748  | 1795  | 1859  | 1877  | 1884  | 1897  | 1911  |
| ----- | ----- | ----- | ----- | ----- | ----- | ----- |
| 206   | ↗826  | ↗1445 | ↗1785 | ↗1900 | ↗1906 | ↗2558 |
| 1914  | 1926  | 1930  | 1939  | 1959  | 1979  | 1989  |
| ↗3010 | ↘2081 | ↗2182 | ↘1219 | ↘961  | ↘600  | ↘461  |
| 1996  | 2002  | 2010  |       |       |       |       |
| ↘403  | ↘330  | ↘259  |       |       |       |       |

## Инфраструктура
В селе имеются Бегучевский филиал МОУ «Основная общеобразовательная школа с. Пестровка», фельдшерско-акушерский пункт, отделение почтовой связи.